# Wilsons Promontory Lighthouse
Wilsons Promontory Lighthouse (deutsch: Wilsons-Promontory-Leuchtturm) befindet sich am South Point, Victoria, Australien auf der Halbinsel Wilsons Promontory. Von diesem Punkt der Halbinsel ist ein einzigartiger 360°-Rundblick über die Bass Strait möglich. Das Wilsons Promontory Lighthouse ist der südliche Leuchtturm von Victoria. 
Der Leuchtturm kann nur über einen rund 24 km langen Fußmarsch von Tidal River aus, dem einzigen Ort auf Wilsons Promontory, erreicht werden. Am Leuchtturm kann übernachtet werden.
Der Leuchtturm wies den Schiffen den Weg, die durch die Bass Strait fuhren. Der Wilsons-Promontory-Leuchtturm ist der wichtigste Teil der Promontory Lightstation.

## Geschichte
Das Wilsons Promontory Lighthouse wurde während der britischen Kolonialzeit zwischen 1853 und 1859 von Sträflingen gebaut. Der 19 Meter hohe Leuchtturm und das zugehörige Landhaus wurden aus dem lokal anstehenden Granit errichtet. Die Wilsons Promontory Lightstation mit Leuchtturm und Landhaus ist in die Liste des Commonwealth Heritage in Victoria eingetragen.